# Una morte in famiglia (romanzo)
Una morte in famiglia (titolo originale: A Death in the Family) è un romanzo semiautobiografico dello scrittore statunitense James Agee pubblicato postumo nel 1957.
Il romanzo è ispirato alla tragica morte del padre dell'autore avvenuta nel 1915. Sebbene James Agee avesse dedicato alla scrittura dell'opera quasi un decennio, al momento della sua morte, avvenuta nel 1955, il romanzo era incompiuto; pertanto la versione definitiva di A Death in the Family fu effettuata dagli editori, in particolare da David McDowell. Il romanzo vinse il Premio Pulitzer per la narrativa nel 1958 e nel 1960 fu adattato nell'opera teatrale All the Way Home di Tad Mosel che, a sua volta, vinse il Premio Pulitzer per la drammaturgia nel 1961. Il romanzo fu tradotto in numerose lingue, fra cui l'italiano, divenne un best-seller e suscitò l'interesse del mondo accademico e della critica letteraria per l'opera complessiva di Agee. Nel 2007 il filologo Michael A. Lofaro ha elaborato una nuova versione di A Death in the Family che tuttavia nella versione tradizionale è giudicato uno dei migliori romanzi in lingua inglese.

## Storia editoriale
James Agee, l'autore del romanzo, nacque nel 1909 a Knoxville, nel Tennessee, da Laura Tyler e da Hugh James Agee, detto Jay. Laura Tyler era nata nel 1884 in una famiglia colta e benestante, figlia dell'imprenditore Joel Tyler, e apparteneva alla religione anglo-cattolica; Jay Agee era nato nel 1878 a La Follette, piccola località del Tennessee distante circa 70 miglia da Knoxville, in una famiglia di modeste condizioni economiche, era impiegato nell'impresa edile del suocero e non era religioso. Jay Agee morì in un incidente automobilistico mentre ritornava a Knoxville da La Follette, dove si era recato per far visita a suo padre ammalato. Come si desume dalla lettera del 2 marzo 1948 indirizzata all'amico padre episcopale James Harold Flye, già alla fine degli anni '40 James Agee aveva iniziato a scrivere «a novel, about my first 6 years, ending the day of my father’s burial» («un romanzo sui miei primi 6 anni, che finirà il giorno della sepoltura di mio padre»). James Agee lavorò al romanzo nei successivi sette anni, e l'11 maggio 1955, cinque giorni prima della propria morte improvvisa, scrisse a padre Flye che sperava di terminare il libro entro l'estate.
Al momento della sua morte, il patrimonio lasciato da James Agee alla sua famiglia era valutato meno di 500 dollari; alla ricerca di un aiuto economico, la moglie Mia fondò un Trust in memoria del marito, di cui fu amministratore David McDowell, funzionario della casa editrice Random House e in precedenza di New Directions, amico fin dall'adolescenza di James Agee, e come lui ex allievo di padre Flye nel collegio religioso maschile di St. Andrew a Sewanee. Padre Flye, Mia Agee e David McDowell raccolsero le opere edite e inedite di James Agee, e si cercò di ottenere un'opera organica dalle pagine del romanzo ancora incompiuto. Nella prefazione anonima al volume A Death in the Family, intitolata "A note on this book", i curatori (verosimilmente il solo David McDowell) scrissero che il romanzo era stato quasi completato da James Agee; che il titolo A Death in the Family era stato attribuito dallo stesso Agee; che il testo delle prime due parti corrispondeva fedelmente a quello scritto dall'autore, non essendo stato eliminato nulla, tranne una sezione di circa sette pagine che i curatori non erano riusciti a inserire in modo soddisfacente nel corpo del romanzo; che tuttavia i curatori avevano avuto difficoltà a identificare il punto esatto della trama in cui inserire altre sezioni, le quali pertanto erano state poste tutte nella terza parte, indipendentemente dalla fabula, e stampate in corsivo per poter essere identificate; che infine i curatori avevano inserito a mo' di prologo la sezione intitolata «Knoxville: Summer of 1915», un poema in prosa apparso già nel 1935 sulla rivista Partisan Review e che l'autore non aveva indicato come parte del romanzo. Assemblato il testo,  David McDowell, in qualità di amministratore del Trust, offrì il romanzo a vari editori senza ottenere però una cifra adeguata (almeno 2500 dollari). McDowell si associò pertanto a Ivan Sergeevič Obolenskij (Ivan Obolensky, nella traslitterazione anglosassone), il quale aveva grandi disponibilità finanziarie ereditate dalla madre Ava Astor deceduta nell'estate del 1956; nell'autunno del 1957 pertanto venne creata la casa editrice «McDowell, Obolensky, Inc.» che nel novembre 1957 pubblicò il volume A Death in the Family. Alcune parti del romanzo erano state pubblicate in precedenza come brani a sé: il capitolo VIII e parte del capitolo XIII erano apparsi già nella rivista The New Yorker; altre sezioni erano apparse in riviste quali The Cambridge Review e Harper's Bazaar.
Alla pubblicazione di A Death in the Family conseguì immediatamente un successo di vendite del romanzo che coesistette con l'interesse del mondo accademico e della critica letteraria per l'opera complessiva di Agee. Il romanzo vinse il Premio Pulitzer per la narrativa nel 1958, primo caso di romanzo postumo premiato, fu adattato per il teatro e il cinema, vendette nei soli Stati Uniti oltre un milione di copie, fu tradotto in numerose lingue straniere e da allora,  nella versione tradizionale, è elencato fra i migliori romanzi in lingua inglese. Fu tradotto in italiano da Lucia Rodocanachi nel 1960, e pubblicato col titolo Il mito del padre nella prima edizione italiana; il romanzo ha avuto in Italia altre tre edizioni e più ristampe nell'arco di oltre sessanta anni col titolo Una morte in famiglia,
Già nei primi anni settanta lo studio dei manoscritti di Agee mostrava l'esistenza di vistosi errori nel testo di A Death in the Family.  Nel 2007 Michael A. Lofaro ha mostrato che il romanzo pubblicato nel 1957 differisce in modo significativo dai manoscritti: secondo Lofaro, le modifiche effettuate da McDowell secondo i dettami del Modernismo letterario attraverso l'inserimento del prologo, la modifica dell'ordinamento cronologico dei paragrafi, del nome dei personaggi, dell'ortografia e della punteggiatura originale, avrebbero alterato il tono originale del romanzo. Lofaro ha pubblicato una nuova versione del romanzo.

## Trama
Le vicende si svolgono nell'arco di pochi giorni. Il romanzo è diviso in un preambolo, intitolato «Knoxville, estate 1915» e in venti capitoli raggruppati in tre parti. Nella prima parte (capitoli I-VII) è narrato l'ultimo giorno di vita di Jay Follet a Knoxville, una cittadina dove vive con la moglie Mary e i loro due figli Rufus di sei anni e Catherine di quattro anni. Jay riceve una telefonata di notte dal fratello Ralph, il quale lo avverte che il loro padre ha avuto un attacco di cuore e potrebbe morire in breve tempo. Jay si reca in automobile a La Follette, dove è nato e dove risiedono ancora i suoi parenti. Jay si rende conto che il padre non corre pericolo di morte, e si appresta a ritornare in automobile a Knoxville. La seconda parte (capitoli VIII-XIII) inizia con una telefonata ricevuta da Mary con la quale la si avverte che il marito è stato coinvolto in un incidente stradale; Mary si rivolge al proprio fratello Andrew perché si rechi sul posto; inizia l'attesa di maggiori informazioni con crescenti presentimenti infausti fino alla conferma della morte di Jay. La terza parte è dedicata al giorno del funerale: i familiari, compresi i congiunti di Jay venuti da La Follette. Sono evocati il complesso di rapporti esistenti fra i superstiti, in particolare di Mary che, convertita al cattolicesimo è angosciata per la mancanza di fede del marito, e del piccolo Rufus, che non si rende ben conto di questa perdita pur intuendo i rapporti e le tensioni esistenti tra gli adulti. Nel capitolo finale Andrew porta Rufus a fare una passeggiata e gli racconta che una farfalla si è posata sulla bara quando veniva calata nella tomba, sconfessando la cattiveria di padre Jackson, il prete che si era rifiutato di recitare le preghiere funebri perché Jay non era mai stato battezzato. Rufus pensa però che la posizione antireligiosa di Andrew significa che lo zio odia la sorella Mary.

## Personaggi
Jay Folletè l'uomo che muore in un incidente stradale, marito di Mary, padre di Rufus e Catherine. Nato in una famiglia contadina di modeste condizioni economiche, non era stato battezzato, ma garantiva alla famiglia un buon livello di benessere e non si opponeva alle pratiche religiose della moglie. Giudicato dai parenti e dagli amici affettuoso, equilibrato e affidabile, sebbene spesso nel romanzo si accenni a una sua inclinazione per gli alcolici.
Mary Lynch in Folletmoglie di Jay e madre di Rufus e Catherine. È una devota cattolica e, dopo la morte del marito, si preoccupa della sua salvezza eterna.
Rufus Folletfiglio di Jay e Mary, sei anni. Prima della morte di suo padre, Rufus è ansioso di crescere e di essere trattato come un adulto. La risposta di Rufus alla morte del padre è meno emotiva di quanto ci si potrebbe aspettare, si rende conto dell'irreversibilità della morte, se ne rattrista, ma è disorientato dalle relazioni sociali che si manifestano davanti a un morto.
Catherine Folletfiglia di Jay e Mary, quattro anni. Non comprende le conseguenze della morte di suo padre e si aspetta che ritorni in famiglia più tardi. Solo nell'ultimo capitolo, quando resta sola, comincia a comprendere la gravità di quanto accaduto.
Ralph Folletfratello di Jay;vive a La Follette vicino all'abitazione paterna, alcolista; una sua telefonata spinge Jay al fatale viaggio in automobile.
Sally Folletmoglie di Ralph; si vergogna dell'alcolismo del marito il quale, nel suo delirio alcolico, sospetta che lei desideri altri uomini.
Thomas Oakstuttofare nel ranch dei nonni Follet a La Follette.
Bis-bisnonnabisnonna di Jay, ha circa 103 anni quando i suoi familiari, compresi Mary e due bambini, le fanno visita alla fine della seconda Parte; accudita dalla figlia Sadie; mostra di essere felice quando Rufus la bacia e le parla.
Prozia Sadiesorella del nonno di Jay, vive con la madre di 103 anni; si arrabbia con se stessa quando scopre di aver dimenticato l'indirizzo della famiglia di Jay, rendendosi conto che, con una madre anziana a cui badare, non può permettersi di avere deficit mnesici.
Jessie Baileysorella di Jay e Ralph; viene a Knoxville col marito George per il funerale di Jay.
Il traghettatoreproprietario di una chiatta che permette ai veicoli di attraversare il fiume nel tragitto fra Knoxville e La Follette. Addebita a Jay una tariffa doppia, ma restituisce la metà quando all'altra riva trova una vettura che deve fare il viaggio inverso.
Padre Jacksonprete cattolico a Chattanooga, chiamato da Mary perché offici il funerale del marito; uomo severo; lasciato solo con i bambini, non li consola ma li sgrida; Andrew Lynch è disgustato per il rifiuto di padre Jackson di officiare il servizio funebre per Jay.
Zia Kate e zio Tedzia Kate è figlia della sorellastra della nonna paterna di Rufus; col marito, zio Ted, giunge a Knoxville dal Michigan per prender parte al funerale.
Joel Lynchpadre di Mary; imprenditore, datore di lavoro di Joel, di cui ha grande stima; non crede in Dio, ma rispetta la fede delle sue familiari credenti.
Catherine Lynchmadre di Mary; ha problemi di udito e viene spesso esclusa dalle conversazioni perché i membri della famiglia parlano a bassa voce.
Andrew Lynchfiglio di Joel e Catherine, fratello di Mary, cognato di Jay; generoso ed efficiente, nel romanzo risolve i problemi pratici legati all'incidente stradale (riconoscimento e trasporto del cadavere, organizzazione dei funerali). Alla fine del romanzo, porta il nipote Rufus a fare una passeggiata per poter avere l'occasione di parlare con il bambino.
Hannah Lynchzia nubile di Mary, generosa, sempre disponibile ad aiutare chi è in difficoltà; assiste Mary e bada ai bambini quando Mary è troppo affranta per poterlo fare.
Walter Starramico di famiglia, lieto di rendersi disponibile nei momenti del bisogno; accompagna con la sua automobile Andrew sul luogo dell'incidente; ospita i bambini a casa sua durante il funerale, racconta loro del grande affetto e rispetto che aveva per Jay.
Victoriaostetrica di colore che ha assistito Mary in occasione delle due gravidanze; Rufus nutre un sincero affetto per lei.

## Critica
Per Thomas Bergin, si può quasi dire che Una morte in famiglia manca d'intreccio, nel senso tradizionale della parola. La maggior parte del libro è dedicata infatti all'effetto che la tragica notizia, cioè la morte di Jay Follet nell'incidente d'auto, provoca sui familiari, soprattutto sul figlioletto Rufus e sulla moglie Mary; Agee evoca con commovente tenerezza le sfumature più sottili del complesso di rapporti che esiste fra i superstiti. Intercalati nel filone principale, alcuni capitoli di alto livello poetico rievocano l'America dei primi anni del secolo. Questa fusione di elementi drammatici e di lirismo dà al lavoro il suo tono, unico tra le opere degli scrittori americani contemporanei. Anche N. Rennison ed E. Wood mettono in rilievo questi aspetti («un'esplorazione lirica e commovente della morte e del dolore»), aggiungendo aspetti tratti dall'esperienza di Agee come critico cinematografico e scrittore di sceneggiature. I lettori vedono per la prima volta l'impatto di una morte improvvisa attraverso gli occhi di un bambino, Rufus; ma Agee sposta anche la sua attenzione, mentre la sua narrazione continua, come una cinepresa fa una panoramica su un gruppo di persone e poi ne ingrandisce solo una, così Agee presta attenzione agli altri membri della famiglia. Vediamo così le diverse reazioni alla morte di Jay da parte della moglie Mary, che lotta per adattarla alla sua visione religiosa della vita, e del suocero Joel, convinto cupamente che quanto accaduto lo confermi nel suo ateismo. In polemica contro la nuova versione del romanzo proposta da Lofaro, Nina Revoyr giudica la prima versione «Un resoconto lirico, perfettamente calibrato e profondamente commovente della morte di un uomo e dei suoi effetti sulla sua famiglia, è ancora - a più di 50 anni dalla sua pubblicazione - uno dei più bei romanzi americani».

## Edizioni
- (EN) A death in the family, 1ª ed., New York, McDowell & Obolensky, 1957.
- (EN) James Agee, Let Us Now Praise Famous Men, A Death in the Family, & Shorter Fiction, a cura di Michael Sragow, New York, Library of America, 2005, ISBN 1-931082-81-2.
- (EN) Michael A. Lofaro (a cura di), A Death in the Family: A Restoration of the Author's Text, in The Collected Works of James Agee, vol. 10, Knoxville, University of Tennessee Press, 2007.
- Il mito del padre, traduzione di Lucia P. Rodocanachi, Milano, Garzanti, 1960.
- Una morte in famiglia, collana Coll. I David ; 68, traduzione di Lucia P. Rodocanachi, Roma, Editori riuniti, 1982.
- Una morte in famiglia, collana Coll. Dal mondo, traduzione di Lucia P. Rodocanachi, Roma, Edizioni e/o, 2003, ISBN 88-7641-522-X.
- Una morte in famiglia, collana Coll. La cultura ; 915, traduzione di Lucia P. Rodocanachi, Milano, il saggiatore, 2015, ISBN 978-88-428-1850-2.

## Adattamenti
- All the Way Home - opera teatrale di Tad Mosel, rappresentata per la prima volta al Belasco Theatre di Broadway il 30 novembre 1960[27], vincitore o candidato a cinque Tony Award, vincitore del New York Drama Critics' Circle[28] e del Premio Pulitzer per la drammaturgia nel 1961[12]
- Al di là della vita (All the Way Home) - film del 1963, diretto da Alex Segal[14]
- A Death in the Family - film TV del 2002 diretto da Gilbert Cates[15]
- A Death in the Family - opera lirica, libretto e musica del compositore americano William Mayer (1925–2017), vincitrice nel 1983 dell'Award for Advancement of American Music Theater[13][29]
- Knoxville: Summer of 1915, composizione per voce e orchestra Op. 24 di Samuel Barber del 1947, revisionata nel 1950[19][30]
- Knoxville - musical del 2022 di Lynn Ahrens e Stephen Flaherty rappresentato per la prima volta il 23 aprile 2022 all'Asolo Repertory Theatre di Sarasota (Florida)[31]